# 사회 운동가
사회 운동가(社會運動家)는 현 사회의 문제를 해결하거나 체제를 근본적으로 변혁하기 위하여 힘쓰는 사람을 말한다.

## 같이 보기
- 노동 운동가
- 독립운동가
- 평화 운동가
- 테러리스트
- 민주주의 운동가